# 인천 미추홀구 강도 연쇄살인 사건
인천 미추홀구 강도 연쇄살인 사건은 권재찬이 저질렀던 연쇄살인 사건이다.

## 사건
권재찬은 2021년 12월 4일 인천광역시 미추홀구에서 50대 여성 A씨를 살해한 뒤 시신을 승용차 트렁크에 유기하였다. 그리고 피해자 A씨의 신용카드로 현금 약 450만원을 인출하고 약 1100만원 상당의 소지품을 빼앗았다. A씨의 시신 유기를 도와준 지인 B씨도 이튿날 인천광역시 중구 을왕리 근처 야산에서 둔기로 살해하고 시신을 암매장했다.

## 판결
권재찬은 1심에서 사형을 선고받았으나 2심에서 무기징역으로 감형되었다. 대법원이 모든 상고를 기각함에 따라 무기징역이 확정되었다.